# Sphaeromopsis reticulata
Sphaeromopsis reticulata is een pissebed uit de familie Sphaeromatidae. De wetenschappelijke naam van de soort is voor het eerst geldig gepubliceerd in 1910 door Thomas Roscoe Rede Stebbing.